# Hermine Wiegele
Hermine Wiegele (* 1939 in Nötsch) ist eine österreichische Bäckerin, Herausgeberin und die Initiatorin des Museums des Nötscher Kreises, das am 16. Mai 1998 eröffnet wurde.

## Leben und Werk

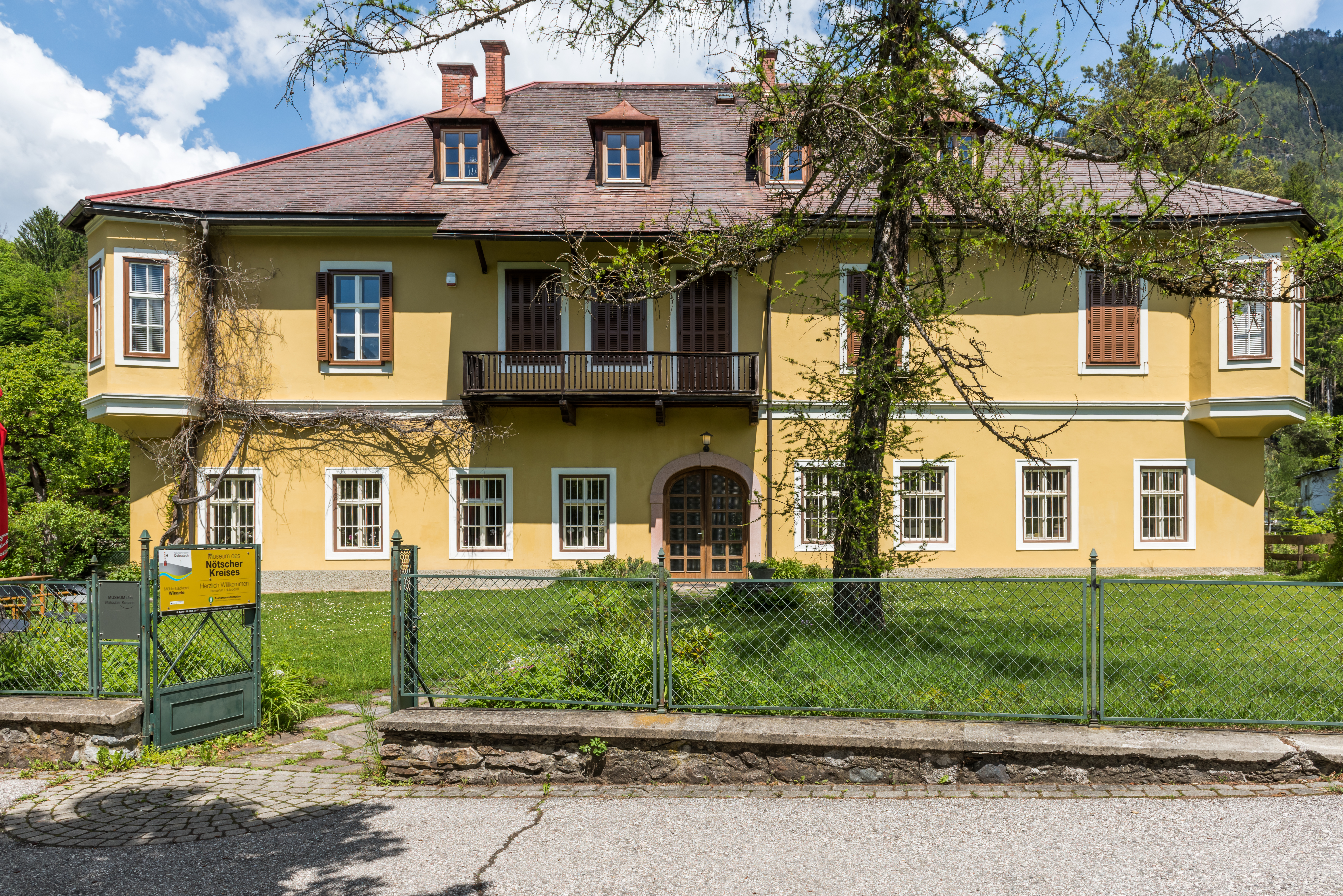
Das Haus Wiegele mit Museum, Bäckerei und Mühle in Nötsch.

Hermine Wiegele hat fünf Kinder. Der österreichische Maler Franz Wiegele war der Bruder ihres Schwiegervaters. Sie leitet das Wiegelehaus, in dem sich eine Bäckerei, eine Mühle und, in der ehemaligen Wohnung Hermine Wiegeles Schwiegereltern, das Museum des Nötscher Kreises befinden. 2011 wurde ihr der Kunst- und Kultursponsoringpreis Maecenas Kärnten verliehen, 2016 Ehrenbürgerschaft und Gemeindewappen der Marktgemeinde Nötsch im Gailtal.

## Publikation
Assmann, Peter, Wiegele, Hermine (Hrsg.): Franz Wiegele. Residenz Verlag. 2023. ISBN 978-3-7017-3591-4